# Charles Torrey Simpson
Charles Torrey Simpson (* 3. Juni 1846 in Tiskilwa, Iowa; † 17. Dezember 1932 in Lemon City, Miami) war US-amerikanischer Malakologe und Botaniker. Sein offizielles botanisches Autorenkürzel lautet „Simpson“.
Simpson hatte nur einen High-School-Abschluss, war aber als Sammler so in Conchyliologie bewandert, dass er 1889 bei der 
Smithsonian Institution angestellt wurde. 1899 bis 1902 arbeitete er für das American Museum of Natural History. Später lebte er in Lemon City in Florida und schrieb populärwissenschaftliche Bücher über Flora und Fauna von Florida.
Sein Interesse als Malakologe galt vor allem Süßwasser-Muscheln und Landschnecken in Florida.
Harrisia simpsonii ist ihm zu Ehren benannt und ein Park in Miami (Simpson Park Hammock). Er war Ehrendoktor der Universität Miami (1927). 

## Schriften
- Ornamental gardening in Florida, Eigenverlag, Little River, Florida, 1916
- In lower Florida wilds; a naturalist's observations on the life, physical geography, and geology of the more tropical part of the state,  G. P. Putnam's Sons, New York and London, 1920
- Out of Doors in Florida,  E. B. Douglas, Miami, 1923
- Florida Wild Life. Macmillan, New York, 1932
- The pearly fresh-water mussels of the United States; their habits, enemies, and diseases, with suggestions for their protection. Bulletin of the U.S. Fish Commission 1899
- Synopsis of the naiades, or pearly fresh-water mussels, Proceedings of the United States National Museum 22, 1900, S. 501–1044.
- mit William Healey Dall: The mollusca of Porto Rico, Bulletin of the U.S. Fish Commission, Washington, 1902, S. 351–524
- A descriptive catalogue of the naiades, or pearly fresh-water mussels, 3 Teile, Bryant Walker, Detroit 1914